# منوچهر کلبادی
منوچهر خان کلبادی (درگذشته ۱۳۵۲ خورشیدی) از مالکان مازندران و نماینده ساری در دوره پانزدهم مجلس شورای ملی بود.
پدرش امیر نصرت شکوه نظام و پدر بزرگش سردار جلیل از امرای قشون دوره قاجار بودند. خودش نیز در سال ۱۳۲۶ به نمایندگی از ساری به دوره پانزدهم مجلس شورای ملی راه یافت.
خانه کلبادی که اکنون از بناهای ثبت شده ملی در محلهٔ آب انبار نو ساری است، متعلق به او بود. این بنا را که ابتدا به نام پدرش امیر نصرت به امیریه معروف بود، پدربزرگش سردار جلیل ساخت و چون امیر نصرت در جوانی درگذشت، به او بخشید.